# Colonnes de Miller

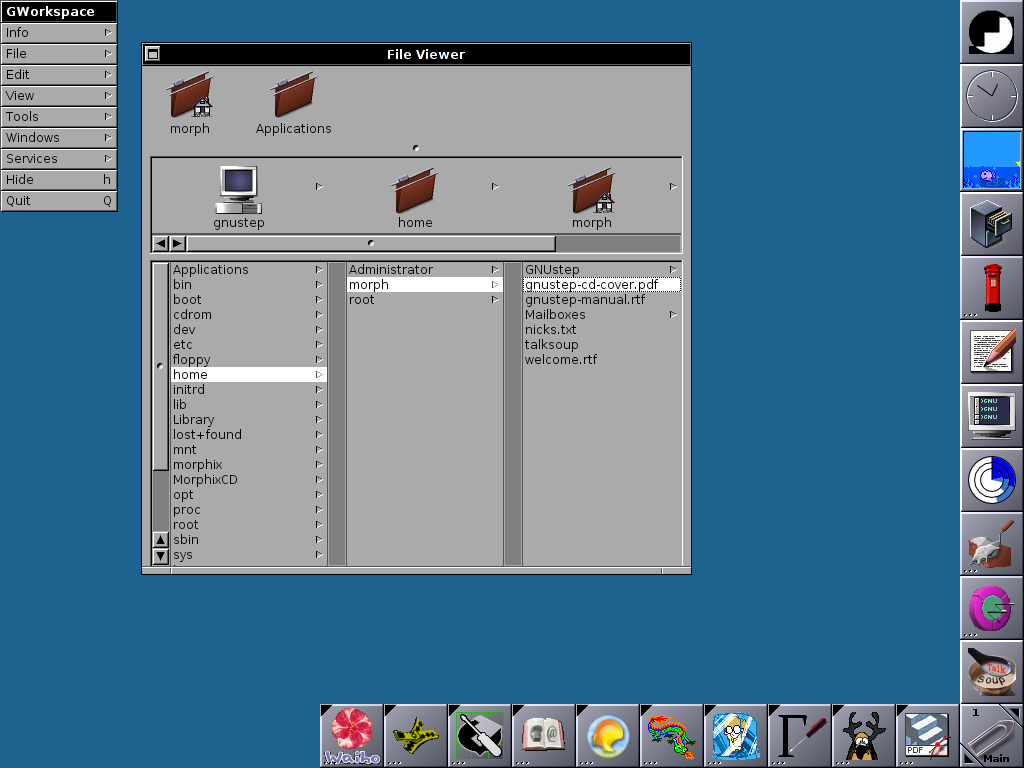
Les colonnes de Miller telles que mises en œuvre par GNUstep.

Les colonnes de Miller (aussi connu comme les listes en cascade) sont une technique de navigation et visualisation qui peut être appliquée en tant que structure d'arbre. Les colonnes permettent d'ouvrir à plusieurs niveaux à la fois une hiérarchie tout en fournissant une représentation visuelle de l'emplacement actuel. Cette manière de faire est étroitement liée au début du navigateur Smalltalk, mais a été inventée de manière indépendante par Mark S. Miller en 1980 à l'Université de Yale[réf. nécessaire]. La technique a ensuite été utilisée sur le Projet Xanadu, Datapoint, et sur NeXT.
Du côté de Datapoint, Miller a généralisé la technique pour parcourir tout type de graphes orientés étiquetés ayant des nœuds et des arcs[réf. nécessaire]. Dans tous les cas, la technique est appropriée pour des structures avec une haute complexité ou degré (grande distribution). Pour des structures à faible degré, les visualiseur de graphes sont plus efficaces.

## Histoire
Les colonnes de Miller sont plus connus aujourd'hui comme le mode « Column view » du Finder Mac OS X, ainsi que la vue « Navigateur » dans iTunes. Les colonnes du Finder descendent directement de la Visionneuse de Fichier de NeXTSTEP remontant de 1986. Le projet GNUstep continue d'offrir un navigateur par colonne qui suit de près l'approche de NeXt, réunissant les avantages d'un navigateur par colonne pour Linux, BSD, et d'autres systèmes d'exploitation, avec de grandes structures d'arbre. La navigation de l'iPod pour les catégories et les attributs des fichiers n'est pas sans rappeler cette navigation par colonne, mais une seule colonne est visible à la fois.
De nombreux lecteurs de musique mettent en œuvre un « navigateur de tags », qui utilise des colonnes de Miller.

## Problèmes
Les colonnes de Miller ont plusieurs problèmes d'utilisabilité :
- L'exigence de barres de défilement horizontale lors d'affichage de structures de dossier profondes
- Les options de tri et d'affichage de métadonnées sont limitées

## Utilisation dans les navigateurs de fichiers
- Finder, le navigateur de fichier par défaut de Mac OS X dans la vue « colonnes »
- Path Finder est un navigateur de fichier sous format shareware pour Mac OS X supportant la vue des colonnes de Miller parmi d'autres[2].
- GWorkspace, est un gestionnaire d'espace de travail pour GNUstep qui peut être utilisé en tant qu'explorateur de fichier[3].
- ranger, un navigateur de fichier sur terminal avec des raccourcis de type Vi, il utilise un mode vue multi-colonnes similaire aux colonnes de Miller[4].
- Thunar, le navigateur de fichier par défaut d'Xfce, avait une branche nommée « columns-view » qui a été abandonnée plus tard[5],[6],[7].
- Dolphin, le navigateur de fichier par défaut de KDE, a aussi annulé le développement des colonnes de Miller dû à une trop grande complexité du code et son absence de maintenabilité[8].
- Tkdesk, un navigateur de fichier pour X Window System[9].
- Marlin est un explorateur de fichier GTK 3 qui met en œuvre les colonnes de Miller columns dont le développement est arrêté[10].
- Pantheon Files (ou juste Files) est un fork de Marlin developpé par l'équipé Elementary[11],[12].
- FSViewer qui est un explorateur de fichier Window Maker using Miller columns[13].